# Dytiscidae
Dytiscidae là một họ bọ nước. Họ này có 160 chi và 4000 loài.

## Phân loại
Họ này gồm các phân họ, các chi.
Phân họ Agabinae Thomson, 1867
- Agabus Leach, 1817
- Agametrus Sharp, 1882
- Andonectes Guéorguiev, 1971
- Hydronebrius Jakovlev, 1897
- Hydrotrupes Sharp, 1882
- Ilybiosoma Crotch, 1873
- Ilybius Erichson, 1832
- Leuronectes Sharp, 1882
- Platambus Thomson, 1859
- Platynectes Régimbart, 1879

Phân họ Colymbetinae Erichson, 1837
- Anisomeria Brinck, 1943
- Senilites Brinck, 1948
- Carabdytes Balke, Hendrich & Wewalka, 1992
- Bunites Spangler, 1972
- Colymbetes Clairville, 1806
- Hoperius Fall, 1927
- Meladema Laporte, 1835
- Melanodytes Seidlitz, 1887
- Neoscutopterus J.Balfour-Browne, 1943
- Rhantus Dejean, 1833
- Rugosus García, 2001

Phân họ Copelatinae Branden, 1885
- Agaporomorphus Zimmermann, 1921
- Aglymbus Sharp, 1882
- Copelatus Erichson, 1832
- Lacconectus Motschulsky, 1855
- Liopterus Dejean, 1833
- Papuadytes Balke, 1998

Phân họ Coptotominae Branden, 1885
- Coptotomus Say, 1830

Phán họ Dytiscinae Leach, 1815
- Acilius Leach, 1817
- Aethionectes Sharp, 1882
- Austrodytes Watts, 1978
- Cybister Curtis, 1827
- Dytiscus Linnaeus, 1758
- Eretes Laporte, 1833
- Graphoderus Dejean, 1833
- Hydaticus Leach, 1817
- Hyderodes Hope, 1838
- Megadytes Sharp, 1882
- Miodytiscus Wickham, 1911
- Notaticus Zimmermann, 1928
- Onychohydrus Schaum & White, 1847
- Prodaticus Sharp, 1882
- Regimbartina Chatanay, 1911
- Rhantaticus Sharp, 1882
- Sandracottus Sharp, 1882
- Spencerhydrus Sharp, 1882
- Sternhydrus Brinck, 1945
- Thermonectus Dejean, 1833
- Tikoloshanes Omer-Cooper, 1956

Phân họ Hydrodytinae K.B.Miller, 2001
- Hydrodytes K.B.Miller, 2001
- Microhydrodytes K.B.Miller, 2002

Phân họ Hydroporinae Aubé, 1836
- Africodytes Biström, 1988
- Agnoshydrus Biström, Nilsson & Wewalka, 1997
- Allodessus Guignot, 1953
- Allopachria Zimmermann, 1924
- Amarodytes Régimbart, 1900
- Andex Sharp, 1882
- Anginopachria Wewalka, Balke & Hendrich, 2001
- Anodocheilus Babington, 1841
- Antiporus Sharp, 1882
- Barretthydrus Lea, 1927
- Bidessodes Régimbart, 1900
- Bidessonotus Régimbart, 1895
- Bidessus Sharp, 1882
- Borneodessus Balke, Hendrich, Mazzoldi & Biström, 2002
- Brachyvatus Zimmermann, 1919
- Calicovatellus K.B.Miller & Lubkin, 2001
- Canthyporus Zimmermann, 1919
- Carabhydrus Watts, 1978
- Celina Aubé, 1837
- Chostonectes Sharp, 1882
- Clypeodytes Régimbart, 1894
- Coelhydrus Sharp, 1882
- Comaldessus Spangler & Barr, 1995
- Crinodessus K.B.Miller, 1997
- Darwinhydrus Sharp, 1882
- Deronectes Sharp, 1882
- Derovatellus Sharp, 1882
- Desmopachria Babington, 1841
- Dimitshydrus Uéno, 1996
- Geodessus Brancucci, 1979
- Gibbidessus Watts, 1978
- Glareadessus Wewalka & Biström, 1998
- Graptodytes Seidlitz, 1887
- Haideoporus Young & Longley, 1976
- Hemibidessus Zimmermann, 1921
- Heroceras Guignot, 1950
- Herophydrus Sharp, 1882
- Heterhydrus Fairmaire, 1869
- Heterosternuta Strand, 1935
- Hovahydrus Biström, 1982
- Huxelhydrus Sharp, 1882
- Hydrocolus Roughley & Larson, 2000
- Hydrodessus J.Balfour-Browne, 1953
- Hydroglyphus Motschulsky, 1853
- Hydropeplus Sharp, 1882
- Hydroporus Clairville, 1806
- Hydrovatus Motschulsky, 1853
- Hygrotus Stephens, 1828
- Hyphoporus Sharp, 1882
- Hyphovatus Wewalka & Biström, 1994
- Hyphydrus Illiger, 1802
- Hypodessus Guignot, 1939
- Iberoporus Castro & Delgado, 2001
- Kintingka Watts & Humphreys, 1999
- Kuschelydrus Ordish, 1976
- Laccornellus Roughley & Wolfe, 1987
- Laccornis Gozis, 1914
- Leiodytes Guignot, 1936
- Limbodessus Guignot, 1939
- Liodessus Guignot, 1939
- Lioporeus Guignot, 1950
- Megaporus Brinck, 1943
- Metaporus Guignot, 1945
- Methles Sharp, 1882
- Microdessus Young, 1967
- Microdytes J.Balfour-Browne, 1946
- Morimotoa Uéno, 1957
- Nebrioporus Régimbart, 1906
- Necterosoma W.J. Macleay, 1871
- Neobidessus Young, 1967
- Neoclypeodytes Young, 1967
- Neoporus Guignot, 1931
- Nirripirti Watts & Humphreys, 2001
- Oreodytes Seidlitz, 1887
- Pachydrus Sharp, 1882
- Pachynectes Régimbart, 1903
- Papuadessus Balke, 2001
- Paroster Sharp, 1882
- Peschetius Guignot, 1942
- Phreatodessus Ordish, 1976
- Platydytes Biström, 1988
- Porhydrus Guignot, 1945
- Primospes Sharp, 1882
- Procoelambus Théobald, 1937
- Pseuduvarus Biström, 1988
- Pteroporus Guignot, 1933
- Queda Sharp, 1882
- Rhithrodytes Bameul, 1989
- Sanfilippodytes Franciscolo, 1979
- Scarodytes Gozis, 1914
- Schistomerus Palmer, 1957
- Sekaliporus Watts, 1997
- Sharphydrus Omer-Cooper, 1958
- Siamoporus Spangler, 1996
- Siettitia Abeille de Perrin, 1904
- Sinodytes Spangler, 1996
- Sternopriscus Sharp, 1882
- Stictonectes Brinck, 1943
- Stictotarsus Zimmermann, 1919
- Stygoporus Larson & LaBonte, 1994
- Suphrodytes Gozis, 1914
- Tepuidessus Spangler, 1981
- Terradessus Watts, 1982
- Tiporus Watts, 1985
- Trichonectes Guignot, 1941
- Trogloguignotus Sanfilippo, 1958
- Tyndallhydrus Sharp, 1882
- Typhlodessus Brancucci, 1985
- Uvarus Guignot, 1939
- Vatellus Aubé, 1837
- Yola Gozis, 1886
- Yolina Guignot, 1936

Phân họ Laccophilinae Gistel, 1856
- Agabetes Crotch, 1873
- Africophilus Guignot, 1948
- Australphilus Watts, 1978
- Japanolaccophilus Satô, 1972
- Laccodytes Régimbart, 1895
- Laccophilus Leach, 1815
- Laccoporus J.Balfour-Browne, 1939
- Laccosternus Brancucci, 1983
- Napodytes Steiner, 1981
- Neptosternus Sharp, 1882
- Philaccolilus Guignot, 1937
- Philaccolus Guignot, 1937
- Philodytes J.Balfour-Browne, 1939

Phân họ Lancetinae Branden, 1885
- Lancetes Sharp, 1882

Phân họ Matinae Branden, 1885
- Allomatus Mouchamps, 1964
- Batrachomatus Clark, 1863
- Matus Aubé, 1836

Phân họ Incertae sedis
- Cretodytes Ponomarenko, 1977
- Palaeodytes Ponomarenko, 1987 tuet